# Herbie Goes to Monte Carlo
Herbie Goes to Monte Carlo é uma comédia de ação estadunidense de 1977, dirigida por Vincent McEveety para a Walt Disney Productions. É o terceiro filme da série com Herbie, o Fusca de corrida com mente própria.

## Elenco
- Dean Jones .... Jim Douglas
- Don Knotts .... Wheely Applegate
- Julie Sommars .... Diane Darcy
- Jacques Marin .... Inspetor Bouchet
- Roy Kinnear....Quincey
- Bernard Fox....Max
- Eric Braeden....Bruno von Stickle
- Xavier Saint-Macary .... Detetive Fontenoy
- Richard Warlock, Gerald Brutsche, Kevin Johnston, Bob Harris, Carey Loftin, Jesse Wayne e Bill Erickson....pilotos

## Sinopse
Depois de 12 anos da última vitória, o piloto americano Jim Douglas e seu mecânico Wheely Applegate estão a bordo do fantástico Volkswagen 1963 Herbie para voltarem em grande estilo às competições automobilísticas disputando a corrida Trans-France, de Paris à Monte Carlo através dos Alpes. No mesmo momento dos treinos classificatórios, o valioso diamante Etoile de Joie em exposição no Museu de Paris é roubado pela dupla de ladrões Max e Quincey que, para não serem pegos pela polícia, escondem a jóia no tanque de gasolina de Herbie. O treino classificatório é tumultuado para Jim e Wheely pois Herbie se apaixona pela Lancia Scorpion 1976 ("Giselle") pilotada por Diane Darcy e passa a  se encontrar com o outro carro, se distraindo dos treinos. Quando a corrida começa, Herbie é perseguido pelos ladrões que querem recuperar o diamante, além de ser constantamente atrapalhado pelo misterioso chefe dos bandidos.

## Quadrinhos
Como outros filmes da Disney, houve uma adaptação para os quadrinhos com desenhos de Dan Spiegle. Foi publicado no Brasil pela primeira vez na revista Almanaque Disney número 85, junho de 1978